# Apsagàtxevo
Apsagàtxevo (en rus: Апсагачево) és un poble de l'óblast de Tomsk, a Rússia, que el 2015 tenia 155 habitants.